# جمعیت ضد اسلام‌هراسی در فرانسه
جمعیت ضد اسلام‌هراسی در فرانسه (CCIF) یک موسسهٔ غیردولتی و غیرانتفاعی فرانسوی است که در سال ۲۰۰۳ بنیانگذاری شده‌است؛ که نام قانونی دقیق آن ADDH-CCIF (انجمن دفاع از حقوق بشر - جمعیت ضد اسلام‌هراسی در فرانسه) می‌باشد.
هدف این جمعیت مبارزه با اسلام‌هراسی است. از منظر آنان اسلام هراسی چنین تعریف شده‌است: «مجموعه فعالیت‌هایی به منظور طرد یا تبعیض اجتماعی، یا خشونت علیه اشخاص حقوقی یا حقیقی به دلیل وابستگی واقعی یا فرضی به دین اسلام». برای نیل به این مقصود، CCIF اقدامات اسلام هراسی را شناسایی و تحلیل می‌کند. جمعیت از سال ۲۰۰۴ به صورت منظم هر سال یک گزارش سالانه منتشر می‌کند، این گزارش‌ها به زبان فرانسه و از طریق وبگاه رسمی جمعیت قابل دسترس است. CCIF رویدادهایی را با موضوع اسلام‌هراسی ترتیب می‌دهد و از قربانیان حمایت حقوقی، روانی و معنوی می‌کند.
فعالیت‌های آن‌ها، هم از نظر ماهوی و هم از لحاظ شکل بحث‌برانگیز و جنجالی است. آن‌ها به دلیل تعریف‌شان از رفتارهای اسلام‌هراسانه، ارزش داده‌های آماری، نزدیکی آن با اسلام‌گرایان (از جمله اخوان المسلمین) یا ایجاد یک رویکرد رقابت قربانی (یعنی با ایجاد فضای اجتماعی و رسانه‌ای قربانیان _بالفعل و واقعی یا بالقوه و ذهنی_ تشویق به واکنش اجتماعی می‌شوند)، مورد انتقاد هستند. با این همه این مؤسسه مدام از سوی کمیسیون ملی بررسی حقوق بشر پذیرفته می‌شود به دلیل اصل آزادی فعالیت‌های آنها مفید ارزیابی می‌شود.

## معرفی
تأسیس ADDH-CCIF در سال ۲۰۰۳ بود که به‌طور خاص به دنبال اظهارات کلود آمبرت (بنیانگذار و ویراستار روزنامه لو پوان در کانال خبری LCI شروع و ادامه یافت: «باید رو راست باشیم، من خودم تا حدودی اسلام‌هراس هستم و از گفتن آن ابایی ندارم».
بنیانگذار و رئیس انجمن سمی دباح است. به گفته سیلوین موییارد و برنادت سوواجت (به نقل از روزنامه لیبراسیون) او قبلاً یک واعظ تبلیغ بوده به نظر وی «اخوان المسلمینی بودن، جرم نیست، ولی من اخوانی نیستم».
در  سال ۲۰۱۱، شورای اقتصادی و اجتماعی سازمان ملل متحد به انجمن جایگاه مشورتی ویژه اعطا کرد. مشارکت ADDH-CCIF در فعالیت‌های مطابق منشور سازمان ملل متحد، موضوع گزارش چهار ساله‌ای است که به ECOSOC ارسال شده‌است، و آن را برای تجزیه و تحلیل به کمیته سازمان‌های غیردولتی ارسال می‌کند.
اولین گزارش در ساله ۲۰۱۵ فرستاده شد. این گزارش از جمله متذکر می‌شود که ADDH-CCIF «...در نشست‌های خصوصی با سازمان‌های مردم نهاد دیگر و دفتر ژنو سازمان ملل از ۲۰ تا ۲۳ مارس ۲۰۱۴ شرکت کرده، همچنین یک تظاهرات هماهنگ با کمیسیون حقوق بشر اسلامی ترتیب داده‌است. سازمان در نشست سطح عالی شورای حقوق بشر، در ژنو، از یکم تا چهارم آوریل ۲۰۱۴ شرکت کرده‌است.»
CCIF همه ساله توسط سازمان امنیت و همکاری اروپا دعوت می‌شود.

## سیاست
نیکلاس سارکوزی در مبارزات انتخاباتی ریاست جمهوری سال ۲۰۱۲ اعلام کرد که جمعیت ضد اسلام‌هراسی در فرانسه و طارق رمضان متفق هستند که به فرانسوا اولاند رأی بدهند، این ادعا از سوی اولاند یک دروغ اعلام شد و از سوی رمضان نیز تکذیب شد. بر اساس یک گزارش داخلی پلیس، در همایشی که در تاریخ ۱۱ مارس ۲۰۱۲ در لیون فرانسه به میزبانی گروه‌های حامی فلسطین برگزار شد، -در حالی که اکثریت حاضران مسلمان بودند- حاضران تشویق شده‌اند که به فرانسوا اولاند رأی بدهند و یا به کاندیدایی که نسبت به اسلام موضع متعادل‌تری دارد. همچنین به گزارش فیگارو کمپین اولاند در مساجد فرانسه نیز برای اولاند تبلیغ کرده‌اند. به گزارش پایگاه خبری آتلانتیکو نیز جلسه‌ای با موضوع عدالت اجتماعی، فلسطین و اسلام‌هراسی در جمعه ۲۳ مارس  ۲۰۱۲ برگزار شد که در این جلسه طارق رمضان، یوسف براکینی و مروان محمد از جمعیت ضد اسلام‌هراسی فرانسه، اعلام کردند که یا به فرانسوا اولاند رأی بدهید یا به حزبی که (حقوق) اسلام را نگه‌دارد. این گزارش آتلانتیکو به استناد گزارش اطلاعات داخلی پلیس محلی عنوان شده است.

## پای‌نویس